# Lasst uns froh und munter sein

Lasst uns froh und munter sein, Melodie

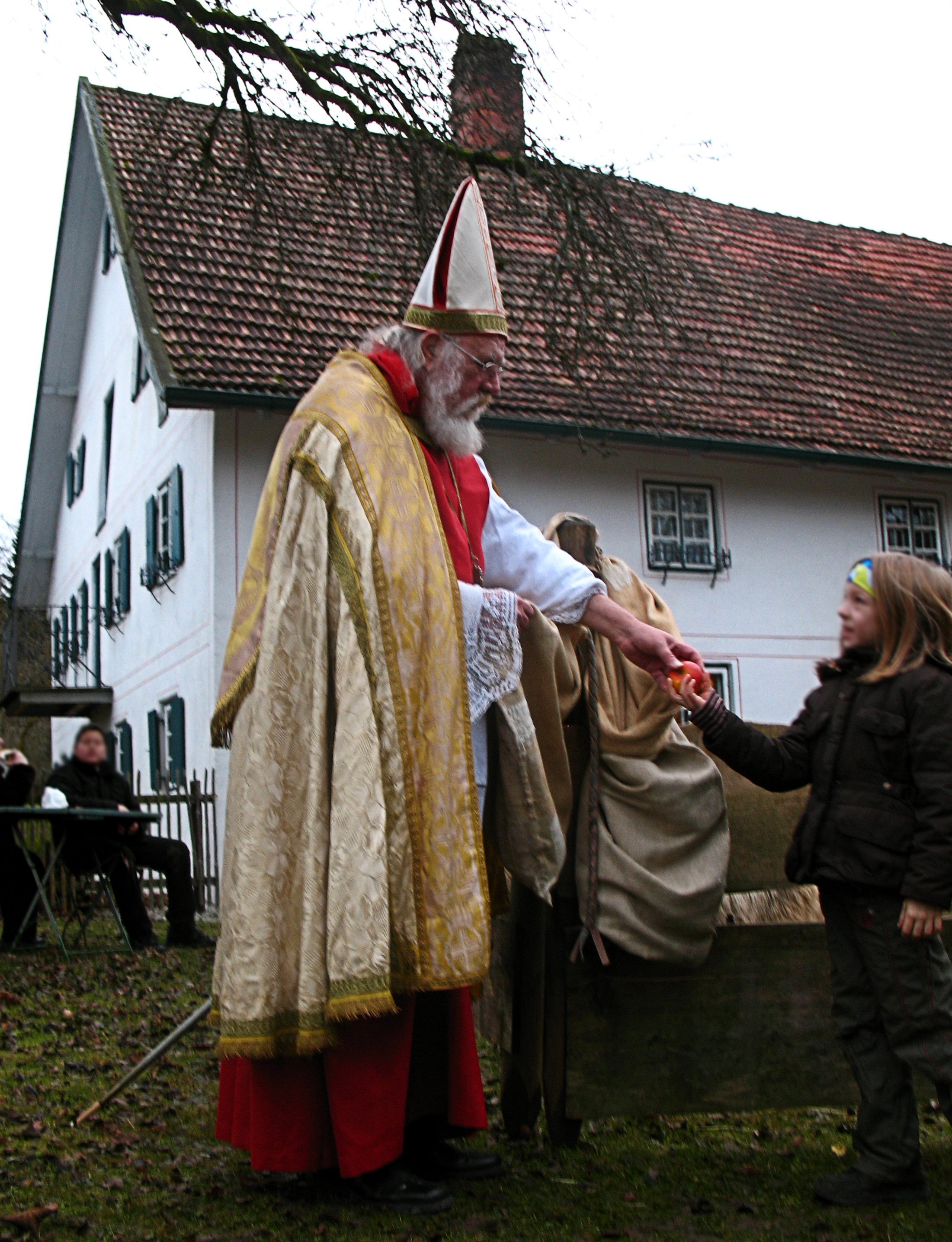
In einer Variante der im Lied beschriebenen Tradition überreicht ein Nikolaus-Darsteller die Gaben persönlich

Lasst uns froh und munter sein ist ein deutsches Lied zum Festtag des heiligen Nikolaus von Myra (6. Dezember). Somit gehört es in die Gruppe der Advents- und Weihnachtslieder. Möglicherweise stammt das Lied aus dem Hunsrück.

## Geschichte
Text und Melodie stammen aus dem 19. Jahrhundert. Gelegentlich wird Josef Annegarn (1794–1843) als Verfasser angegeben. Der Historiker Hugo Weidenhaupt gibt August Stapper, Lehrer der Städtischen Realschule in der Citadellstraße in Düsseldorf, als Schöpfer des Liedtextes an.

## Inhalt
Das Lied beschreibt die Vorfreude der Kinder auf das Fest des heiligen Nikolaus. Dabei spielt der Gabenteller eine entscheidende Rolle: Er wird von den Kindern am Vorabend des Festes aufgestellt und vom Nikolaus über Nacht mit Süßigkeiten gefüllt. Dafür muss man dem Nikolaus dann aber auch dankbar sein.

## Text
Lasst uns froh und munter sein

und uns recht von Herzen freun!

Lustig, lustig, traleralera!

Bald ist Nikolausabend da,

bald ist Nikolausabend da!

Bald ist unsere Schule aus,

dann ziehn wir vergnügt nach Haus.

Lustig, lustig, …

Dann stell’ ich den Teller auf,

Nik’laus legt gewiß was drauf.

Lustig, lustig, …

Steht der Teller auf dem Tisch,

sing’ ich nochmals froh und frisch:

Lustig, lustig, …

Wenn ich schlaf’, dann träume ich,

jetzt bringt Nik’laus was für mich.

Lustig, lustig, …

Wenn ich aufgestanden bin,

lauf’ ich schnell zum Teller hin.

Lustig, lustig, …

Nik’laus ist ein guter Mann,

dem man nicht genug danken kann.

Lustig, lustig, …
Anmerkungen
1. ↑  alternative Textfassung: „und uns in dem Herrn erfreun!“ Zitiert nach: Theo Mang, Sunhilt Mang (Hrsg.): Der Liederquell. Noetzel, Wilhelmshaven 2007, ISBN 978-3-7959-0850-8, S. 1010 f.
2. ↑  Schreibweisen auch: „Niklausabend“, „Nik’lausabend“
3. 1 2  Die zwei zusätzlichen Strophen Nr. 2 und 4, die nur selten abgedruckt werden, sind im Hunsrück oder im Rheinland bezeugt. Ingeborg Weber-Kellermann vermutet in ihrem Verfasser einen Schulmeister.
4. 1 2 3  Eine alternative Textfassung ändert den Refrain für Strophe 5 in „Heut’ ist Nikolausabend da.“ und für Strophe 6 und 7 in „Nun war Nikolausabend da.“, siehe zum Beispiel Lasst uns froh und munter sein im Liederbaum auf www.labbe.de

## Kommerzieller Erfolg
Simone Sommerland, Karsten Glück und die Kita-Frösche

| Periode   | Höchstplatzierung, GesamtwochenChartsChartplatzierungen (Periode, Platzierungen, Wochen) |
| Periode   | DE                                                                                       |
| --------- | ---------------------------------------------------------------------------------------- |
| 2023/24   | DE75 (1 Wo.)DE                                                                           |
| 2024/25   | DE85 (3 Wo.)DE                                                                           |
| Insgesamt | DE75 (4 Wo.)DE                                                                           |